# Iàgodni
Iàgodni (en rus: Ягодный) és un poble (un possiólok) del krai de Khabàrovsk, a Rússia, que el 2012 tenia 1.692 habitants. Pertany al districte rural de Komsomolsk na Amure.